# Saladoblanco (ort)
Saladoblanco är en ort i Colombia. Den ligger i departementet Huila, i den sydvästra delen av landet, 400 km sydväst om huvudstaden Bogotá. Saladoblanco ligger 1 489 meter över havet och antalet invånare är 1 662.
Terrängen runt Saladoblanco är kuperad åt nordväst, men åt sydost är den bergig. Terrängen runt Saladoblanco sluttar söderut. Runt Saladoblanco är det ganska tätbefolkat, med 129 invånare per kvadratkilometer. Närmaste större samhälle är Pitalito, 15,9 km söder om Saladoblanco. I omgivningarna runt Saladoblanco växer i huvudsak städsegrön lövskog.